# Muzeum Gdańskiego Sportu i Turystyki
Muzeum Gdańskiego Sportu i Turystyki – muzeum w Gdańsku, czynne w latach 1997-2008.

## Historia
1 lutego 1985 roku przy Muzeum Historycznym Miasta Gdańska powstała Pracownia Gdańskiego Sportu i Turystyki, przekształcona 21 stycznia 1988 roku w Oddział Sportu i Turystyki Ziemi Gdańskiej. Powstanie nowej placówki było skutkiem wieloletnich działań gdańskich działaczy sportowych i turystycznych pragnących w jednym miejscu oraz w odpowiednich warunkach zgromadzić pamiątki po wydarzeniach sportowych i turystycznych, odbywających się na Ziemi Gdańskiej oraz o tych, którzy w tych wydarzeniach uczestniczyli i je organizowali.
W 1988 roku Miasto Gdańsk przekazało muzeum działkę na Głównym Mieście (znajdującą się pomiędzy ul. Szeroką, a basztą Jacek) na siedzibę nowego oddziału. Piętnastowieczna baszta baszta na Podmurzu, położona przy ul. Podmurze 2, stanowiąca fragment średniowiecznych fortyfikacji Gdańska, została prawie całkowicie zniszczona w czasie działań wojennych 1945 roku. 1 sierpnia 1997 roku otworzono pierwsze sale wystawowe, w których udostępniono ekspozycję stałą pt. „Sport i Turystyka Ziemi Gdańskiej”. Wydarzenie to zostało wpisane w program obchodów 1000-lecia Gdańska. W 2000 roku zmieniono nazwę oddziału na Muzeum Gdańskiego Sportu i Turystyki, które zostało zlikwidowane pod koniec 2008 roku. Obecnie w dawnej siedzibie oddziału znajduje się Dział Konserwacji Zbiorów Muzeum Historycznego Miasta Gdańska.